# А119 (автодорога)
A119 «Вологда — Медвежьегорск» (ранее Р5) — федеральная российская автодорога, проходит по территории Вологодской области и Республики Карелия и имеет протяженность 636 км.
Трасса начинается в Вологде, идет в северо-западном направлении, вдоль западного берега Кубенского озера, огибая Белое озеро, проходит через Вытегру (323 км), затем на север вдоль восточного берега Онежского озера через Пудож (436 км) заканчивается в районе города Медвежьегорск на пересечении с автодорогой Р21.
Несмотря на наличие более короткой дороги из Петрозаводска вдоль западного берега Онежского озера через Ошту данная трасса более удобна, хоть и длиннее.
Пересекает 2 канала — Волго-Балтийский и Кишемский (часть Северо-Двинской водной системы)

## История
Основная часть дороги существовала уже в середине XIX века. Спрямлять и покрывать дорогу асфальтом начали в 1970-е годы.
Только в 2001 году асфальтовая дорога дошла до Вытегры.
В последующие годы асфальтовое покрытие шло к границе Карелии.

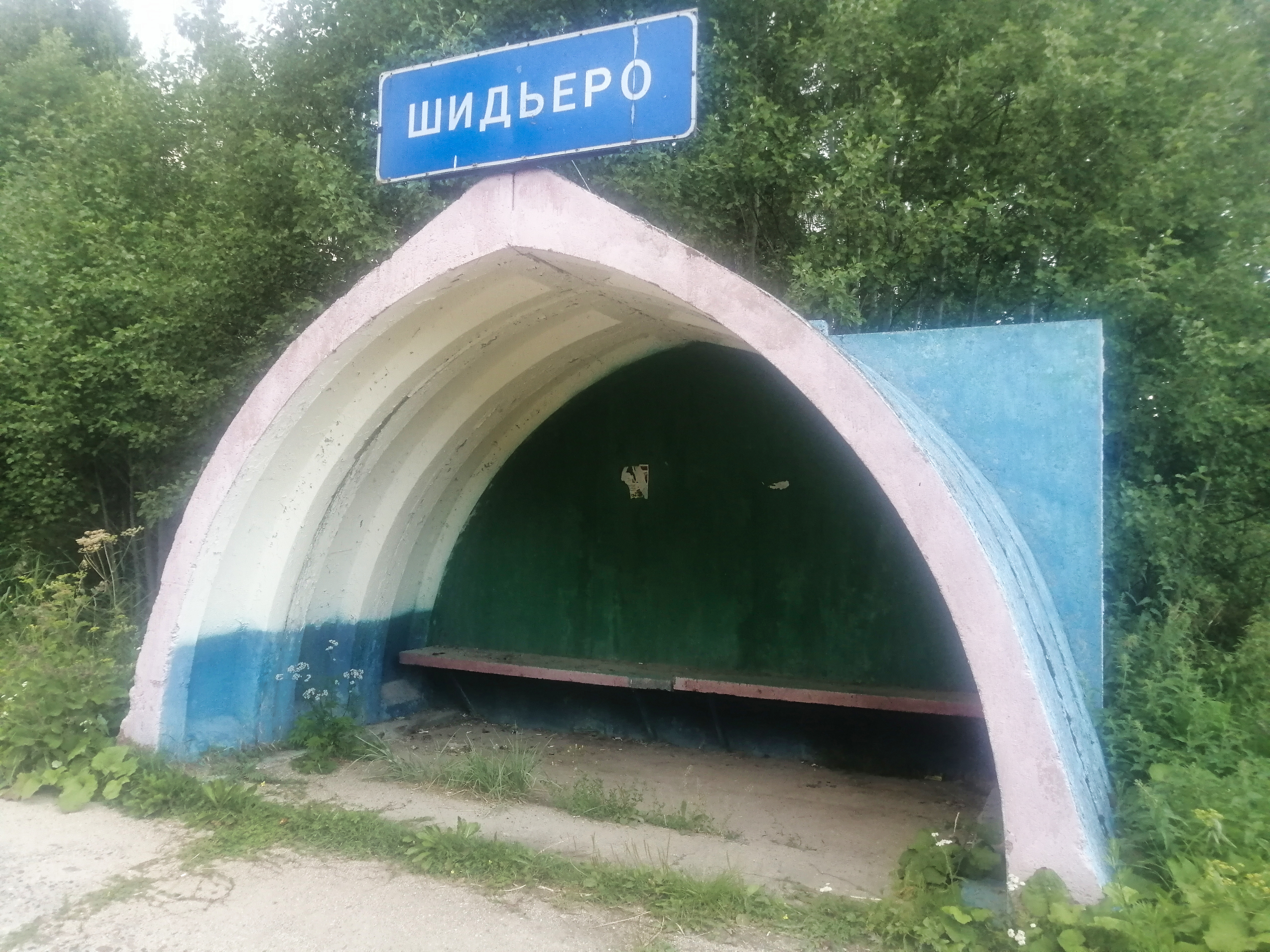
Остановка старого типа из деталей для бомбоубежищ

1 января 2014 года трассе, которая до этого имела статус региональной и название Р5, был присвоен статус федеральной автодороги.
После передачи трассу ремонтировали 4 года, доводя до стандартов федеральных дорог: проводились мероприятия по ремонту дорожного полотна, реконструкции мостов, остановочных комплексов и благоустройству прилегающей территории. В процессе ремонта трассы были заменены остановки необычной сводчатой формы, которые делали в начале 1990-х годов из секций бомбоубежищ, выпускаемых в Череповце.
Суммарно было затрачено около 15 миллиардов рублей.
Часть дороги была оборудована защитными сетками от животных, так как дорога входит в список опасных во время сезонной миграции лосей.
В 2020 году производилось расширение трассы на участке Вологда-Молочное до четырёх полос, в том числе и расширение моста через реку Вологда вблизи деревни Семёнково.
В 2021 году на трассе был установлен проекционный пешеходный переход.

## Обслуживание
Дорога обслуживается в пределах Вологодской области ФКУ УПРДОР «Холмогоры», а в пределах республики Карелия ФКУ УПРДОР «Кола»

## Маршрут

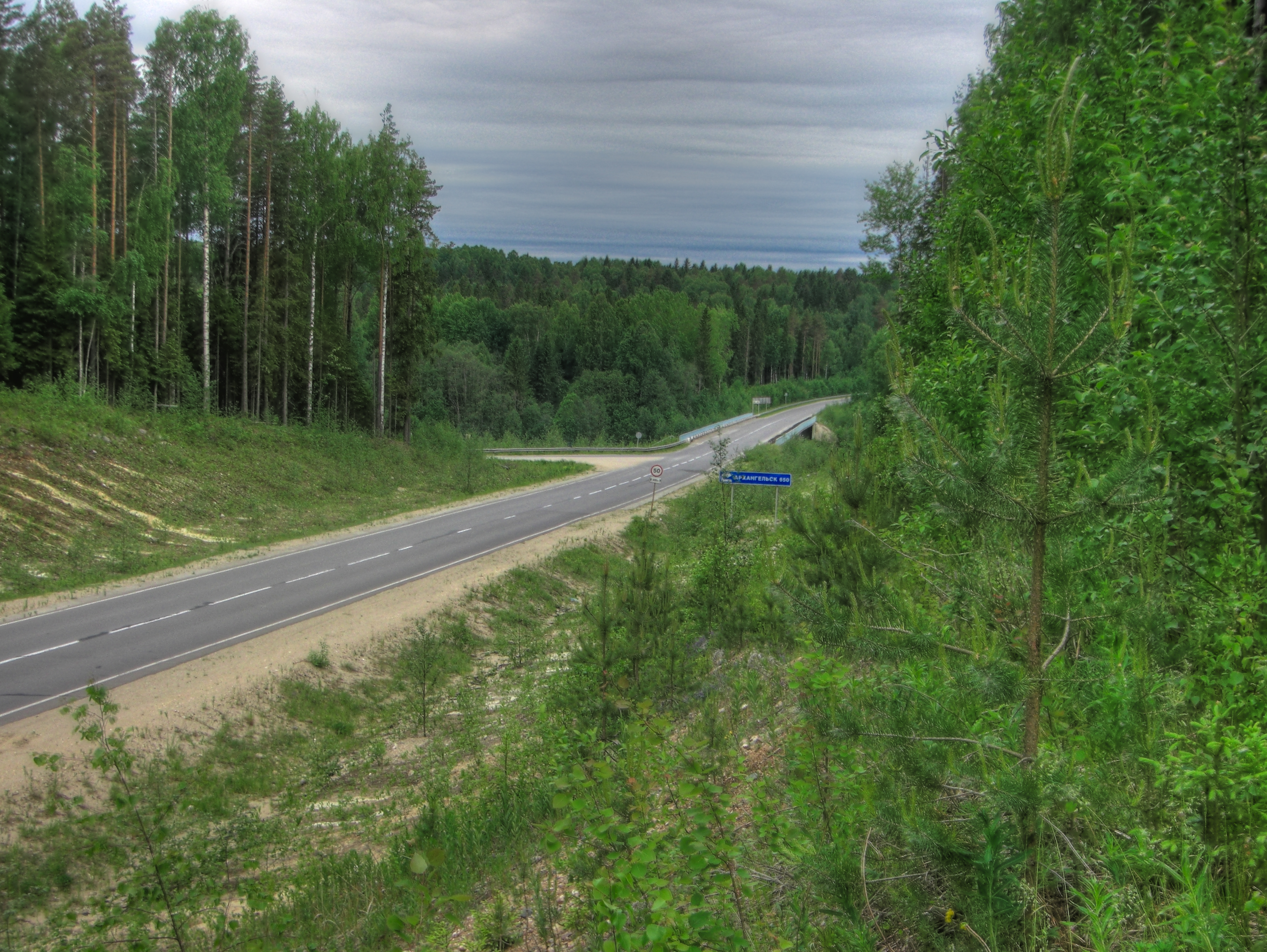
Мост через реку Кема

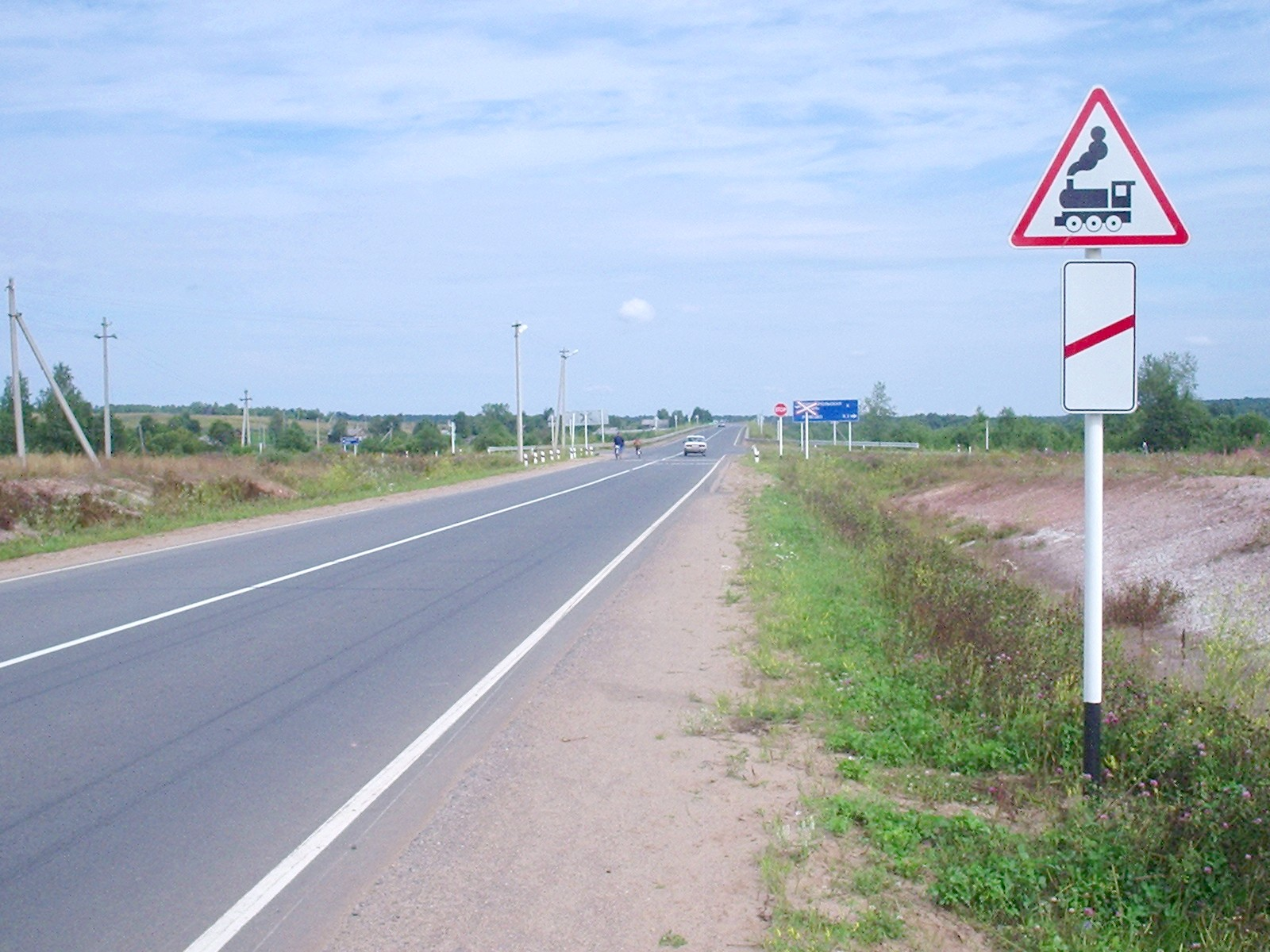
А119 возле деревни Деревягино

| Кило- метраж | Точка маршрута | Населенные пункты, указатели           | Координаты точки                |
| ------------ | -------------- | -------------------------------------- | ------------------------------- |
| 0            |                | ВОЛОГДА М8                             | 59°11′13″ с. ш. 39°51′09″ в. д. |
| 20           |                | МОЛОЧНОЕ                               | 59°17′23″ с. ш. 39°41′28″ в. д. |
| 38           |                | ПЕРХУРЬЕВО                             | 59°29′01″ с. ш. 39°35′03″ в. д. |
| 58           |                | НОВЛЕНСКОЕ                             | 59°37′15″ с. ш. 39°19′55″ в. д. |
| 100          |                | НИКОЛЬСКИЙ ТОРЖОК                      | 59°52′53″ с. ш. 38°46′46″ в. д. |
| 107          |                | СЕВЕРО-ДВИНСКИЙ КАНАЛ                  | 59°54′22″ с. ш. 38°40′20″ в. д. |
| 112          |                | КИРИЛЛОВ 15                            | 59°55′13″ с. ш. 38°36′47″ в. д. |
| 169          |                | ЛИПИН БОР 4                            | 60°16′39″ с. ш. 38°03′21″ в. д. |
| 217          |                | ИГНАТОВОПРОКШИНО 2А215                 | 60°47′42″ с. ш. 37°46′11″ в. д. |
| 235          |                | р. КЕМА                                | 60°46′18″ с. ш. 37°47′30″ в. д. |
| 297          |                | ДЕПО                                   | 60°54′58″ с. ш. 36°50′42″ в. д. |
| 298          |                | БЕЛЫЙ РУЧЕЙ                            | 60°55′20″ с. ш. 36°49′07″ в. д. |
| 300          |                | ДЕВЯТИНЫ                               | 60°55′13″ с. ш. 36°45′31″ в. д. |
| 310          |                | ОЗЕРКИ                                 | 60°57′25″ с. ш. 36°35′23″ в. д. |
| 313          |                | БЕЛОУСОВО                              | 60°57′19″ с. ш. 36°32′34″ в. д. |
| 323          |                | ВЫТЕГРА А215                           | 61°00′30″ с. ш. 36°26′37″ в. д. |
| 390          |                | ВОЛОГОДСКАЯ ОБЛАСТЬ РЕСПУБЛИКА КАРЕЛИЯ | 61°28′58″ с. ш. 36°32′47″ в. д. |
| 405          |                | ГАКУКСА                                | 61°34′29″ с. ш. 36°26′34″ в. д. |
| 418          |                | НИГИЖМА                                | 61°35′52″ с. ш. 36°22′12″ в. д. |
| 440          |                | ПУДОЖ                                  | 61°48′51″ с. ш. 36°31′30″ в. д. |
| 475          |                | АВДЕЕВО                                | 62°00′32″ с. ш. 35°59′07″ в. д. |
| 498          |                | ПЕСЧАНОЕ                               | 62°09′58″ с. ш. 35°47′20″ в. д. |
| 592          |                | ГАБСЕЛЬГА                              | 62°46′55″ с. ш. 35°06′54″ в. д. |
| 607          |                | ПОВЕНЕЦ                                | 62°50′51″ с. ш. 34°20′19″ в. д. |
| 625          |                | ПИНДУШИ                                | 62°54′52″ с. ш. 34°34′47″ в. д. |
| 630          |                | МЕДВЕЖЬЕГОРСК                          | 62°54′56″ с. ш. 34°27′27″ в. д. |
| 636          |                | Р21                                    | 62°55′28″ с. ш. 34°25′59″ в. д. |

## Достопримечательности[1][17][18][19]
- 12 км, Архитектурно-этнографический музей Вологодской области Семёнково
- 112 км, поворот на Кириллов
  - через 15 км Кирилло-Белозерский музей-заповедник и Кирилло-Белозерский монастырь 1397 года
  - через 4 км горнолыжный комплекс Ципина гора
- 115 км, Ансамбль бывшего Ферапонтова монастыря, 1398 года, включён в список Всемирного наследия.
- 224 км, Куков родник
- 297 км, посёлок Депо — действующая Белоручейская узкоколейная железная дорога
- 340 км, поворот на деревню Ольково, через 18 км Андома-гора
- 418 км, Нигижма, (мыс Бесов Нос) — древние петроглифы
- 607 км, Повенец — переезд через Беломорско-Балтийский канал
- 618 км, урочище Сандармох, массовое захоронение жертв политических репрессий 1937—1938 (0,7 км от автодороги)